# Letheobia debilis
Letheobia debilis — вид змій родини сліпунів (Typhlopidae). Ендемік Центральноафриканської Республіки.

## Поширення і екологія
Letheobia debilis відомі з двох місцевостей, розташованих на півдні ЦАР, одна з яких розташована в околицях Бангі, а друга — в околицях Мбокі. Вони живуть в лісосаванах, на висоті від 370 до 600 м над рівнем моря.